# João Roberto Braz
João Roberto Braz, ou simplesmente João Roberto (Jaboticabal, 14 de julho de 1958) é um ex-futebolista brasileiro que atuava como goleiro.

## Carreira
João foi revelado nas categorias de base do Guarani. Também na base, atuou pela Seleção Brasileira Sub-20, onde disputou o Sul-Americano e Mundial da categoria em 1977. Após o Mundial, foi citado pela revista francesa Onze como um dos bons valores da competição.
Atuando pelo Guarani, foi campeão brasileiro em 1978, sendo o reserva imediato de Neneca e atuando em três partidas na competição. No ano seguinte, atuou na Libertadores da América pelo clube.
Jogou também pelo Itumbiara de Goiás, tornando-se um dos maiores goleiros da história do clube.
Em 1985, atuou pelo Vila Nova.
Em 1986, passou por um período de testes no Santos, atuando somente em um amistoso em 1 de fevereiro, contra o Paulista em Jundiaí.
Após se retirar do campos, trabalhou como funcionário da empresa Bosch.